# Søkonge
Søkongen (Alle alle) er en alkefugl. Arten er den eneste i slægten Alle.
Det er den mindste alkefugl i Atlanterhavet. Den når en længde på 19–21 cm og en vægt på 150-175 g. Fjerdragten er sort og hvid. Den lever i de nordligste egne, steder som Grønland, Svalbard og Franz Josefs Land. Fuglen overvintrer i Nordsøen og Skagerrak.